# Marc Crawford
Marc Joseph John Crawford (* 13. Februar 1961 in Belleville, Ontario) ist ein ehemaliger kanadischer Eishockeyspieler und derzeitiger -trainer. Während seiner aktiven Karriere bestritt er knapp 200 Partien für die Vancouver Canucks in der National Hockey League (NHL), kam jedoch überwiegend in Minor Leagues zum Einsatz. Seine Trainerlaufbahn gestaltete sich deutlich erfolgreicher, so betreute er bisher sechs NHL-Teams als Cheftrainer. Die Colorado Avalanche führte er in den Playoffs 1996 zum Stanley Cup, nachdem er im Jahr zuvor als jüngster Trainer überhaupt den Jack Adams Award als NHL-Trainer des Jahres erhalten hatte. Darüber hat er bereits im Jahre 2010 die Marke von 500 Siegen erreicht. Zuletzt war er bis Ende 2024 erneut Trainer der ZSC Lions, für die er schon von 2012 bis 2016 an der Bande stand.

## Karriere als Spieler
Marc Crawford begann seine Karriere 1978 bei den Cornwall Royals in der kanadischen Juniorenliga QMJHL. Dort entwickelte er sich zu einem guten Scorer und holte gleich in seiner ersten Saison 69 Punkte in 70 Spielen. In seinem zweiten Jahr gewann Crawford mit den Royals die Meisterschaft der QMJHL und qualifizierte sich somit für die Finalrunde um den Memorial Cup, die wichtigste Trophäe im kanadischen Eishockey der Spieler unter 21 Jahren, die das Team am Ende erringen konnte.
Crawford wurde daraufhin im NHL Entry Draft 1980 von den Vancouver Canucks in der vierten Runde an Position 70 ausgewählt. Er blieb noch ein weiteres Jahr in der QMJHL, konnte mit den Royals den Memorial Cup verteidigen und absolvierte mit 99 Punkten in 63 Spielen seine beste Saison. Außerdem zeigte er mit 242 Strafminuten, dass er auch das physische Spiel beherrschte.
Ab dem Herbst 1981 gehörte er der Organisation der Vancouver Canucks an und absolvierte Teile der Saison in der NHL und beim Farmteam, den Dallas Black Hawks in der CHL. Mit den Canucks nahm er an den Playoffs teil und stand im Finale um den Stanley Cup, das die New York Islanders für sich entscheiden konnten.
Er schaffte es nicht sich bei den Canucks durchzusetzen und pendelte die nächsten Jahre zwischen Vancouver und Fredericton, wo das AHL-Farmteam Fredericton Express beheimatet war. Da er oft mit dem Flugzeug zwischen den beiden Städten unterwegs war, erhielt er den Spitznamen „747“.
Seine beste NHL-Saison hatte er 1985/86 als er 54 Spiele für die Canucks absolvieren durfte und dabei 25 Punkte erzielte. Seinen letzten Einsatz in der NHL hatte er 1987 und er spielte in der Saison 1987/88 ausschließlich für Fredericton Express. 1988 wechselte er zu den Milwaukee Admirals in die IHL, wo er im Sommer 1989 seine Karriere beendete.

## Karriere als Trainer
Crawford wollte weiterhin im Eishockeysport arbeiten und entschloss sich Trainer zu werden. Nur wenige Monate nach dem Ende seiner Spielerkarriere übernahm er im Herbst 1989 den Trainerposten bei seinem ehemaligen Juniorenteam Cornwall Royals, die mittlerweile in der OHL spielten. Doch nach zwei erfolglosen Jahren verließ er das Team wieder.
Dem Management der Toronto Maple Leafs aber gefiel seine Arbeit trotz des Misserfolges in der OHL und wollten ihn als zukünftigen Cheftrainer verpflichten. 1991 wurde er zum Trainer der St. John’s Maple Leafs, dem AHL-Farmteam von Toronto, ernannt. Gleich in seinem ersten Jahr führte er das Team bis ins Finale um den Calder Cup, wo es jedoch verlor. 1992/93 konnte seine Mannschaft 41 Siege holen und sich wieder für die Playoffs qualifizieren. Für seine Arbeit wurde Crawford mit dem Louis A. R. Pieri Memorial Award als bester Trainer der AHL ausgezeichnet. Er trainierte das Team noch eine weitere Saison und es gab Gerüchte, dass er bald die Toronto Maple Leafs übernehmen sollte.
Doch im Sommer 1994 erhielt er ein Angebot von den Québec Nordiques aus der NHL, das er annahm. Unter seiner Führung beendete das Team die Reguläre Saison auf Platz zwei der NHL, doch in den Playoffs kam das Aus schon in der ersten Runde. Trotzdem wurde das Ergebnis als Erfolg gewertet, da die Nordiques in den sieben Saisons zuvor sechs Mal die Playoffs verpasst hatten. Crawford wurde als bester Trainer der NHL mit dem Jack Adams Award geehrt.
Nur wenige Wochen später zogen die Nordiques wegen finanzieller Probleme nach Denver und nannten sich fortan Colorado Avalanche. Das Team beendete die Saison 1995/96 erneut als zweitbeste Mannschaft der NHL, allerdings mit deutlichen Rückstand auf die Detroit Red Wings, auf die man im Finale der Western Conference treffen sollte. Doch die Avalanche waren das bessere Team und schlugen die Red Wings in sechs Spielen. Im Stanley-Cup-Finale hatten die Avalanche dann keine Mühe und besiegten die Florida Panthers mit 4-0. Mit Crawford als Trainer konnte das Franchise in seinem ersten Jahr in Colorado sofort den Stanley Cup gewinnen.
Man erwartete von Crawford, dass er das Team zu weiteren Stanley-Cup-Siegen führen würde und in den Regulären Saisons gehörte Colorado zu den dominierenden Teams, doch in den Playoffs reichte es nicht bis ins Stanley-Cup-Finale. Nach einem Erstrunden-Aus in der Saison 1997/98 wollte das Management der Avalanche den Vertrag von Crawford um ein Jahr verlängern, der aber der Meinung war, dass er einen längerfristigen Vertrag verdient gehabt hätte. Es folgte die Trennung.
Neben seiner Tätigkeit auf nationaler Ebene war er auch Cheftrainer der kanadischen Nationalmannschaft bei den Olympischen Winterspielen 1998, die das Team auf dem vierten Platz abschloss.
Während der Saison 1998/99 fand Crawford bei den Vancouver Canucks, für die er schon als Spieler aktiv war, eine neue Anstellung. Er konnte das Team in den verbleibenden Spielen nicht mehr in die Playoffs führen und gewann nur acht von 37 Spielen. In der folgenden Saison ging es aber wieder bergauf und 2000/01 standen die Canucks wieder in den Playoffs. Unter seiner Führung kam das Team aber nie über die zweite Runde hinaus. Seine Amtszeit endete im April 2006, da die Canucks sich nicht für die Playoffs qualifizieren konnten.
Im Sommer 2006 erhielt er einen Vertrag bei den Los Angeles Kings. Doch auch dort lief es nicht besser für ihn. Besonders die Torhüter sorgten in der Saison 2006/07 für Probleme, da sie zum einen die gewünschte Leistung nicht brachten und zum anderen Verletzungen zuzogen. Insgesamt fünf Torhüter setzte Crawford im Laufe der Saison ein. Am Ende der Spielzeit waren nur zwei der 30 NHL-Teams schlechter als Los Angeles.
Auch die folgende Saison verlief für die Kings enttäuschend, woraufhin Crawford im Sommer 2008 entlassen wurde. In den Spielzeiten 2009/10 und 2010/11 war er als Cheftrainer der Dallas Stars tätig, mit denen er den Einzug in die Playoffs jeweils knapp verfehlte. Zudem verzeichnete er hinter der Bande der Stars seinen insgesamt 500. Sieg als NHL-Trainer. Am 12. April 2011 wurde Crawford von seinen Aufgaben in Dallas entbunden. Im Juli 2012 wurde er als neuer Cheftrainer der ZSC Lions aus der Schweizer National League A vorgestellt. Er führte die Mannschaft zum Gewinn der Meisterschaft 2014 und zum Pokalsieg 2016, unter Crawford schlossen die ZSC Lions die Qualifikation, also die NLA-Hauptrunde, dreimal (2013/14, 2014/15, 2015/16) als Tabellenführer ab. Am 11. März 2016, einen Tag nach dem Ausscheiden aus den Playoffs 2016, wurde die Zusammenarbeit beendet.
Am 9. Mai 2016 wurde Crawford beim NHL-Verein Ottawa Senators als Mitglied des Stabes von Cheftrainer Guy Boucher vorgestellt. Dessen Nachfolge trat er im Februar 2019 interimsweise an, als dieser entlassen wurde. Über die Saison hinaus wurde Crawford jedoch nicht verpflichtet und stattdessen D. J. Smith eingestellt. Anschließend verpflichteten ihn die Chicago Blackhawks im Juni 2019 als neuen Assistenten von Cheftrainer Jeremy Colliton. Diese Funktion hatte er bis Ende der Saison 2021/22 inne.
Am 28. Dezember 2022 wurde bekannt, dass Crawford zu den ZSC Lions zurückkehrt, wo er den gleichentags entlassenen Rikard Grönborg beerbt. 2024 gewann er mit den Zürchern seinen zweiten Schweizer Meistertitel, trat jedoch aus gesundheitlichen Gründen Ende Dezember 2024 mit sofortiger Wirkung von seinem Amt zurück.

### NHL-Trainerstatistik
Stand: Saisonende 2018/19
S=Siege; N=Niederlagen; U=Unentschieden; OTL=Overtimeloss (Niederlage in Verlängerung)

## Besonderes
- Marc Crawford gewann 1995 den Jack Adams Award als bester Trainer der NHL. Er war damit der erste Trainer, der in seinem ersten Jahr als NHL-Trainer diese Trophäe erhielt. Zudem war er mit 34 Jahren der jüngste Trainer, der diesen Preis gewann.

## Erfolge und Auszeichnungen

### Als Spieler
- Memorial Cup 1980 und 1981
- Memorial Cup All-Star Team 1981

### Als Trainer
- Stanley Cup 1996
- Jack Adams Award 1995
- Louis A. R. Pieri Memorial Award 1993 (Bester Trainer der AHL)
- Schweizer Meister mit den ZSC Lions 2014, 2024
- Schweizer Cup mit den ZSC Lions 2016

## Familie
Sein Vater Floyd wurde 1959 Eishockey-Weltmeister. Darüber hinaus schafften seine Brüder Bob und Lou Crawford ebenfalls den Sprung in die NHL.